# Koelpinia tenuissima
Koelpinia tenuissima es una especie de Magnoliophyta de la familia Asteraceae. La primera descripción científica de esta especie la realizaron Pavlov y Lipsch. en 1938.